# Kelleci (Babadağ)
Kelleci ist ein Dorf im Landkreis Babadağ der türkischen Provinz Denizli. Kelleci liegt etwa 27 km westlich der Provinzhauptstadt Denizli und 9 km östlich von Babadağ. Kelleci hatte laut der letzten Volkszählung 1.396 Einwohner (Stand Ende Dezember 2010).